# Nikolay Koslov
Nikolay Koslov (1928-2007) est un ancien fondeur soviétique.

## Championnats du monde
- Championnats du monde de ski nordique 1954 à Falun 
  -  Médaille d'argent en relais 4 × 10 km.